# Bonania myricifolia
Bonania myricifolia är en törelväxtart som först beskrevs av August Heinrich Rudolf Grisebach, och fick sitt nu gällande namn av George Bentham och Joseph Dalton Hooker. Bonania myricifolia ingår i släktet Bonania och familjen törelväxter. Inga underarter finns listade i Catalogue of Life.